# Агуэро, Эсекьель
Серхио Фабиан Эсекьель Агуэро (исп. Sergio Fabian Ezequiel Agüero; 7 апреля 1994) — аргентинский и малайзийский футболист, полузащитник клуба «Шри Паханг» и сборной Малайзии.

## Биография

### Клубная карьера
Воспитанник аргентинских клубов «Ривер Плейт» и «Олл Бойз» (в основную команду которого пробиться не смог и играл в дубле). Профессиональную карьеру начинал в венгерском клубе «Татабанья», за который в сезоне 2015/16 сыграл 22 матча и забил 10 голов в третьей лиге страны. Это произошло после того, как итальянский менеджер Массимилиано Каролинти купил 70 % акций клуба, нанял несколько иностранных игроков и итальянский тренерский штаб.

### Карьера в сборной
После пяти лет жизни в Малайзии, получил право выступать за местную сборную, за которую дебютировал 9 декабря 2022 года в товарищеском матче со сборной Камбоджи, появившись на замену после перерыва. Принимал участие в чемпионате АСЕАН, на котором отметился двумя забитыми мячами и дошёл со сборной до полуфинала.